# Championnat de Grèce de football 2016-2017
Navigation
2015-2016 2017-2018
La saison 2016-2017 de Super League est la 58e édition de la première division grecque sous sa forme actuelle. Le championnat est composé de 16 équipes qui affrontent successivement les 15 autres à deux reprises sur 30 journées. Pour la deuxième saison à 16 équipes, L'Olympiakos tente de défendre son titre contre 15 autres équipes dont 2 promus de deuxième division.
À l'issue de la saison, le club totalisant le plus grand nombre de points est déclaré champion de Grèce et se qualifie pour la prochaine Ligue des champions. Les équipes classées de la 2e à la 5e place se disputent les trois autres places qualificatives pour les compétitions européennes (une en tour de qualification de Ligue des champions et 2 pour les tours de qualification de la Ligue Europa) lors de barrages prenant la forme d'un mini-championnat. Enfin, une cinquième place qualificative pour la Ligue Europa est réservée au vainqueur de la coupe de Grèce. Les clubs terminant au dernière places du classement sont relégués en deuxième division.

## Équipes participantes
AEK Athènes
Atromitos
Panathinaïkos
Paniónios
| Équipe                | Entraîneur            |
| --------------------- | --------------------- |
| AEK Athènes           | Manolo Jiménez        |
| AEL Larissa           | André Paus            |
| Asteras Tripolis      | Staikos Vergetis      |
| Atromitos FC          | Ricardo Sá Pinto      |
| Iraklis Thessalonique | Savvas Pantelidis     |
| AO Kerkyra            | Kostas Christoforakis |
| APO Levadiakos        | Dimitriοs Farantos    |
| Olympiakos            | Takis Lemonis         |
| Panathinaïkos         | Marinos Ouzounidis    |
| Panetolikós FC        | Makis Chavos          |
| Paniónios GSS         | Vladan Milojević      |
| PAOK Salonique        | Vladimir Ivić         |
| PAS Giannina          | Ioannis Petrakis      |
| Platanias FC          | Georgios Paraschos    |
| PAE Veria             | Ratko Dostanić        |
| AO Xanthi             | Răzvan Lucescu        |

## Compétition

### Phase régulière
Le classement est établi sur le barème de points classique (victoire à 3 points, match nul à 1, défaite à 0).

En cas d'égalité entre 
- 2 équipes: On tient compte de la différence de buts particulière lors de leurs affrontements directs.
- Plus de 2 équipes: On tient compte des résultats entre toutes les équipes à égalité de points.

Source: superleaguegreece.net
| Rang | Équipe                | Pts  | J  | G  | N  | P  | Bp | Bc | Diff |
| ---- | --------------------- | ---- | -- | -- | -- | -- | -- | -- | ---- |
| 1    | Olympiakos T          | 67   | 30 | 21 | 4  | 5  | 57 | 16 | +41  |
| 2    | PAOK Salonique C      | 61-3 | 30 | 20 | 4  | 6  | 52 | 19 | +33  |
| 3    | Panathinaïkos         | 57   | 30 | 16 | 9  | 5  | 45 | 19 | +26  |
| 4    | AEK Athènes           | 53   | 30 | 14 | 11 | 5  | 54 | 23 | +31  |
| 5    | Paniónios GSS         | 52   | 30 | 15 | 7  | 8  | 35 | 23 | +12  |
| 6    | AO Xanthi             | 48   | 30 | 13 | 9  | 8  | 34 | 25 | +9   |
| 7    | Platanias FC          | 42   | 30 | 11 | 9  | 10 | 34 | 38 | -4   |
| 8    | Atromitos FC          | 39   | 30 | 11 | 6  | 13 | 29 | 38 | -9   |
| 9    | PAS Giannina          | 36   | 30 | 8  | 12 | 10 | 30 | 37 | -7   |
| 10   | AO Kerkyra P          | 32   | 30 | 8  | 8  | 14 | 22 | 43 | -21  |
| 11   | Panetolikós FC        | 31   | 30 | 8  | 7  | 15 | 29 | 40 | -11  |
| 12   | Asteras Tripolis      | 28   | 30 | 6  | 10 | 14 | 34 | 49 | -15  |
| 13   | AEL Larissa P         | 28   | 30 | 6  | 10 | 14 | 23 | 42 | -19  |
| 14   | APO Levadiakos        | 26   | 30 | 6  | 8  | 16 | 27 | 49 | -22  |
| 15   | Iraklis Thessalonique | 26-3 | 30 | 6  | 11 | 13 | 28 | 39 | -11  |
| 16   | PAE Veria             | 22   | 30 | 5  | 7  | 18 | 23 | 56 | -33  |

|  | Qualification pour le troisième tour de qualification de la Ligue des champions de l'UEFA 2017-2018           |
|  | Qualification pour les play-offs européens                                                                    |
|  | Relégation en deuxième division                                                                               |
|  | T : Tenant du titre C : Vainqueur de la Coupe de Grèce P : Promu de deuxième division -3 : Points de pénalité |

1. ↑  Le PAOK Salonique se voit infligé une sanction de trois points pour ne pas avoir pris part au match retour des demi-finales de la Coupe de Grèce l'année précédente[2].
2. ↑  L'Iraklis Thessalonique se voit infligé une sanction de trois points le 24 mai 2017 pour des raisons financières[3].

### Résultats
| Résultats (▼dom., ►ext.)                                   | AEK | AST | ATR | IRT | KER | LAR | LEV | OLY | PAN | PNE | PNI | PAOK | PAS | PLA | VER | XAN |
| AEK Athènes                                                |     | 2-0 | 2-2 | 0-0 | 5-0 | 3-0 | 4-0 | 1-0 | 2-3 | 0-0 | 0-0 | 3-0  | 1-1 | 3-0 | 6-0 | 4-1 |
| Asteras Tripolis                                           | 3-2 |     | 0-1 | 2-2 | 1-2 | 1-1 | 1-0 | 0-0 | 0-5 | 4-1 | 1-1 | 1-2  | 1-1 | 2-0 | 0-0 | 0-0 |
| Atromitos FC                                               | 0-1 | 1-0 |     | 1-0 | 1-4 | 0-0 | 2-0 | 0-1 | 0-1 | 0-2 | 1-2 | 0-2  | 1-1 | 4-1 | 1-0 | 2-1 |
| Iraklis Thessalonique                                      | 2-2 | 1-1 | 1-2 |     | 0-0 | 1-1 | 1-0 | 1-2 | 1-1 | 2-1 | 1-2 | 1-1  | 2-1 | 1-1 | 1-1 | 0-1 |
| AO Kerkyra                                                 | 1-1 | 2-0 | 1-1 | 0-3 |     | 2-0 | 1-0 | 0-2 | 1-1 | 0-0 | 1-0 | 0-5  | 0-1 | 0-1 | 2-0 | 1-0 |
| AEL Larissa                                                | 1-2 | 1-4 | 1-2 | 2-2 | 1-1 |     | 2-1 | 1-0 | 0-0 | 1-0 | 2-0 | 0-2  | 1-1 | 0-0 | 2-1 | 1-0 |
| APO Levadiakos                                             | 0-2 | 1-1 | 1-1 | 3-0 | 2-1 | 1-1 |     | 1-1 | 0-3 | 2-1 | 1-4 | 0-1  | 2-1 | 1-2 | 3-1 | 1-1 |
| Olympiakos                                                 | 3-0 | 2-1 | 2-0 | 3-0 | 0-0 | 2-0 | 4-0 |     | 3-0 | 3-1 | 0-1 | 2-1  | 5-0 | 2-1 | 6-1 | 2-0 |
| Panathinaïkos                                              | 0-0 | 3-1 | 1-0 | 2-0 | 1-0 | 2-0 | 0-0 | 1-0 |     | 4-0 | 1-0 | 1-0  | 4-0 | 2-1 | 5-0 | 1-2 |
| Panetolikós FC                                             | 3-2 | 1-1 | 2-0 | 2-0 | 4-0 | 2-1 | 2-0 | 0-2 | 0-0 |     | 0-2 | 0-1  | 1-2 | 1-2 | 1-0 | 2-3 |
| Paniónios GSS                                              | 1-1 | 3-0 | 2-1 | 1-0 | 1-0 | 1-0 | 1-3 | 0-2 | 1-1 | 2-0 |     | 1-0  | 1-1 | 1-1 | 1-2 | 2-0 |
| PAOK Salonique                                             | 1-0 | 3-2 | 3-4 | 1-0 | 5-1 | 2-0 | 3-0 | 2-0 | 3-0 | 2-1 | 1-0 |      | 0-1 | 3-0 | 4-0 | 0-0 |
| PAS Giannina                                               | 1-1 | 1-2 | 3-0 | 1-2 | 1-0 | 4-0 | 0-0 | 0-2 | 1-1 | 0-0 | 1-0 | 0-1  |     | 0-0 | 2-0 | 1-1 |
| Platanias FC                                               | 0-2 | 3-0 | 3-0 | 1-0 | 2-1 | 3-2 | 3-2 | 2-2 | 1-0 | 0-0 | 1-1 | 1-3  | 3-3 |     | 1-0 | 0-1 |
| PAE Veria                                                  | 0-2 | 4-3 | 0-1 | 0-2 | 4-0 | 1-1 | 2-0 | 1-2 | 1-1 | 1-1 | 0-1 | 0-0  | 3-0 | 0-0 |     | 0-4 |
| AO Xanthi                                                  | 0-0 | 3-1 | 0-0 | 3-1 | 0-0 | 1-0 | 2-2 | 0-2 | 1-0 | 3-0 | 0-2 | 0-0  | 2-0 | 1-0 | 3-0 |     |
| - Victoire à domicile - Match nul - Victoire à l'extérieur |     |     |     |     |     |     |     |     |     |     |     |      |     |     |     |     |

### Barrages européens
Lors de ces barrages, les quatre équipes s'affrontent deux fois, à domicile et à l'extérieur.
Les équipes démarrent ces barrages avec un nombre de points correspondant à leur classement lors de la phase régulière :
- le 5e démarre avec 0 point
- pour les autres équipes, chacune démarre avec un nombre de points égal à la différence entre son total de points en phase régulière et celle de la 5e équipe, divisé par 3 et arrondi à l'entier le plus proche.

Le vainqueur de ces barrages est vice-champion de Grèce, le second termine troisième du championnat et ainsi de suite.
Le PAOK Salonique ayant remporté la Coupe de Grèce, les quatre équipes prenant part à cette phase sont assurées de disputer une compétition européenne lors de la saison 2017-2018.
| Rang | Équipe         | Pts | J | G | N | P | Bp | Bc | Diff |  | Résultats (▼ dom., ► ext.) | AEK | PAOK | PAN | PGS |
| ---- | -------------- | --- | - | - | - | - | -- | -- | ---- |  | -------------------------- | --- | ---- | --- | --- |
| 1    | AEK Athènes    | 12  | 6 | 4 | 0 | 2 | 5  | 3  | +2   |  | AEK Athènes                |     | 1-0  | 1-0 | 0-1 |
| 2    | PAOK Salonique | 11  | 6 | 3 | 0 | 3 | 7  | 5  | +2   |  | PAOK Salonique             | 0-1 |      | 2-3 | 1-0 |
| 3    | Panathinaïkos  | 8-3 | 6 | 3 | 1 | 2 | 6  | 7  | -1   |  | Panathinaïkos              | 1-0 | 0-3  |     | 1-0 |
| 4    | Paniónios GSS  | 4   | 6 | 1 | 1 | 7 | 3  | 6  | -3   |  | Paniónios GSS              | 1-2 | 0-1  | 1-1 |     |

|  | Qualification pour le troisième tour de qualification de la Ligue des champions 2017-2018 |
|  | Qualification pour la troisième tour de qualification de la Ligue Europa 2017-2018        |
|  | Qualification pour le deuxième tour de qualification de la Ligue Europa 2017-2018         |

1. ↑  Le Panathinaïkos se voit retiré trois points à cause du comportement de ses supporters lors du match arrêté à domicile face au PAOK Salonique. Le match avait alors été arrêté sur le score de 1-0 pour les locaux avant que la victoire ne soit finalement donnée au PAOK sur tapis vert sur le score de 0-3[4].
2. ↑  Le Panathinaïkos se voit retiré trois points à cause du comportement de ses supporters lors du match arrêté à domicile face au PAOK Salonique. Le match avait alors été arrêté sur le score de 1-0 pour les locaux avant que la victoire ne soit finalement donnée au PAOK sur tapis vert sur le score de 0-3[5].